# 富士松加賀太夫
富士松 加賀太夫（ふじまつ かがたゆう）は、新内節の太夫の名跡。代々富士松派の家元を名乗る事が多い。
- 初代富士松加賀太夫 - 後∶初代富士松魯中
- 二代目富士松加賀太夫 - 不明
- 三代目富士松加賀太夫 - 不明
- 四代目富士松加賀太夫 - 不明
- 五代目富士松加賀太夫（1855年 - 1892年12月10日）本名∶野中 富士松。江戸浅草の生まれ、初代富士松魯中の三男で、六代目加賀太夫の弟。7歳で父が死去し、父の門弟で寄席で活躍していた富士松紫朝の門下になり「富士太夫」を名乗る。後に「歌賀太夫」と改名し、1880年に五代目加賀太夫を襲名。主な作曲には「高橋お伝」や「花井お梅」がある。美声だったが寄席では売れなかった。
- 六代目富士松加賀太夫（1852年 - 1896年11月29日） - 本名∶野中 福太郎。初代富士松魯中の長男。弟は五代目富士松加賀太夫。富士松島太夫から1893年に父の名である二代目魯中を襲名。弟の五代目没後六代目加賀太夫を襲名。

## 7代目
（安政3年2月29日（1856年4月4日） - 昭和5年（1930年）10月4日）本名は小林文太郎。
江戸の生まれ、5代目加賀太夫の門下で津賀太夫、富士太夫を経て、1902年に7代目加賀太夫を襲名。
美声の持ち主で俗に「七代目節」と言われる明治末から大正時代の名人。現在に通じる新内の基礎はこの人物が築いた。
実の弟が8代目加賀太夫、甥が9代目加賀太夫。

## 8代目
（安政6年2月29日（1859年4月2日） - 昭和9年（1934年）4月15日）本名は小林鎌吉。
江戸の生まれ、7代目加賀太夫の実の弟。鶴賀秀太夫の元で修行し鶴賀小秀太夫名乗り鶴賀直太夫と改名。1913年に4代目吾妻路宮古太夫。1930年の7代目加賀太夫没後8代目加賀太夫を襲名。
最初は7代目加賀太夫の三味線を勤めた。実子が9代目加賀太夫。

## 9代目
（明治22年（1889年）3月30日 - 昭和46年（1971年）11月12日）本名は小林豊太郎。
東京の生まれ、8代目加賀太夫の実子で富士松曽根太夫が1934年の8代目加賀太夫没後に9代目加賀太夫を襲名。